# بازمة
بازمة هي إحدى قرى ولاية قبلي، حيث لا تبعد عن مركز الولاية إلا بحوالي 6 كم. اشتهر أهلها بفلاحة الأرض، وغراسة الخضر خاصة.
1. ↑  "المناطق الترابية (العمادات) حسب الولايات والمعتمديات". اطلع عليه بتاريخ 2024-11-30.